# Eustigmatales
Die Eustigmatales sind ein Taxon von photosynthetisch aktiven Einzellern aus der Gruppe der Stramenopilen.

## Merkmale
Die Vertreter sind coccoide Einzeller oder bilden Kolonien. Sie besitzen eine Zellwand. Die Plastiden haben eine Gürtellamelle. Das Endoplasmatische Reticulum des Plastiden besitzt eine Membran-Verbindung mit der äußeren Zellkern-Membran. Die DNA des Plastiden besitzt einen Genophor vom Ring-Typ. 
Zu den Plastiden-Pigmenten zählen Chlorophyll a, Violaxanthin und Vaucherioxanthin. 
Schwärmerzellen besitzen zwei Geißeln, von denen eine nach vorne, die andere nach hinten weist. Die Zellen besitzen vier mikrotubuläre Kinetosomen-Wurzeln und eine große, gestreifte Kinetosomen-Wurzel (Rhizoplast). 

## Systematik
Die Eustigmatales sind eine der Gruppen der Stramenopile. Zu ihnen werden unter anderen folgende Gattungen gezählt (Stand 2. Januar 2024):
- Familie Chlorobotryaceae:
  - Vischeria
- Familie Eustigmataceae (syn. Eustigmatophyceae[2]):
  - Botryochloropsis[2]
  - Eustigmatos
- Familie Monodopsidaceae:
  - Monodopsis
  - Nannochloropsis
- Familie Pseudocharaciopsidaceae:
  - Pseudocharaciopsis